# Hipóteses relacionadas ao caso Dreyfus
O caso Dreyfus dividiu a França por doze anos, e centenas de livros foram escritos desde então. Vários autores tentaram desvendar o complexo novelo de seu curso e fizeram hipóteses para explicá-lo. Eles não questionam a inocência de Dreyfus, que foi provada. Mas nenhuma dessas versões é demonstrada até o momento.

## A carta da Alsácia?
Vários historiadores como Joseph Reinach ou Jean Doise questionaram a gênese oficial do caso Dreyfus. Lembre-se de que, conforme dito com talvez uma insistência suspeita, o relatório de Ommerscheville que constituía a acusação:
| “ | O exame deste relatório permite estabelecer que é sem precipitação e, principalmente, sem apontar a pessoa a priori que a investigação foi conduzida. | ” |

Para esses historiadores, Dreyfus foi o alvo desde o início pois teria sido denunciado. Um alsaciano, talvez até de Mulhouse, teria enviado uma carta de denúncia contra Alfred Dreyfus ao coronel Sandherr, chefe de contra-inteligência em 1894. Por isso, essa obstinação fanática do Estado-Maior por condenar Dreyfus, até contra a evidência de sua inocência. Além disso, como a convocação da testemunha denunciante era impossível por razões de segurança do oficial, o SR (Serviço de Inteligência Militar) teria desenvolvido esse sistema de prova com base em um bordereau.

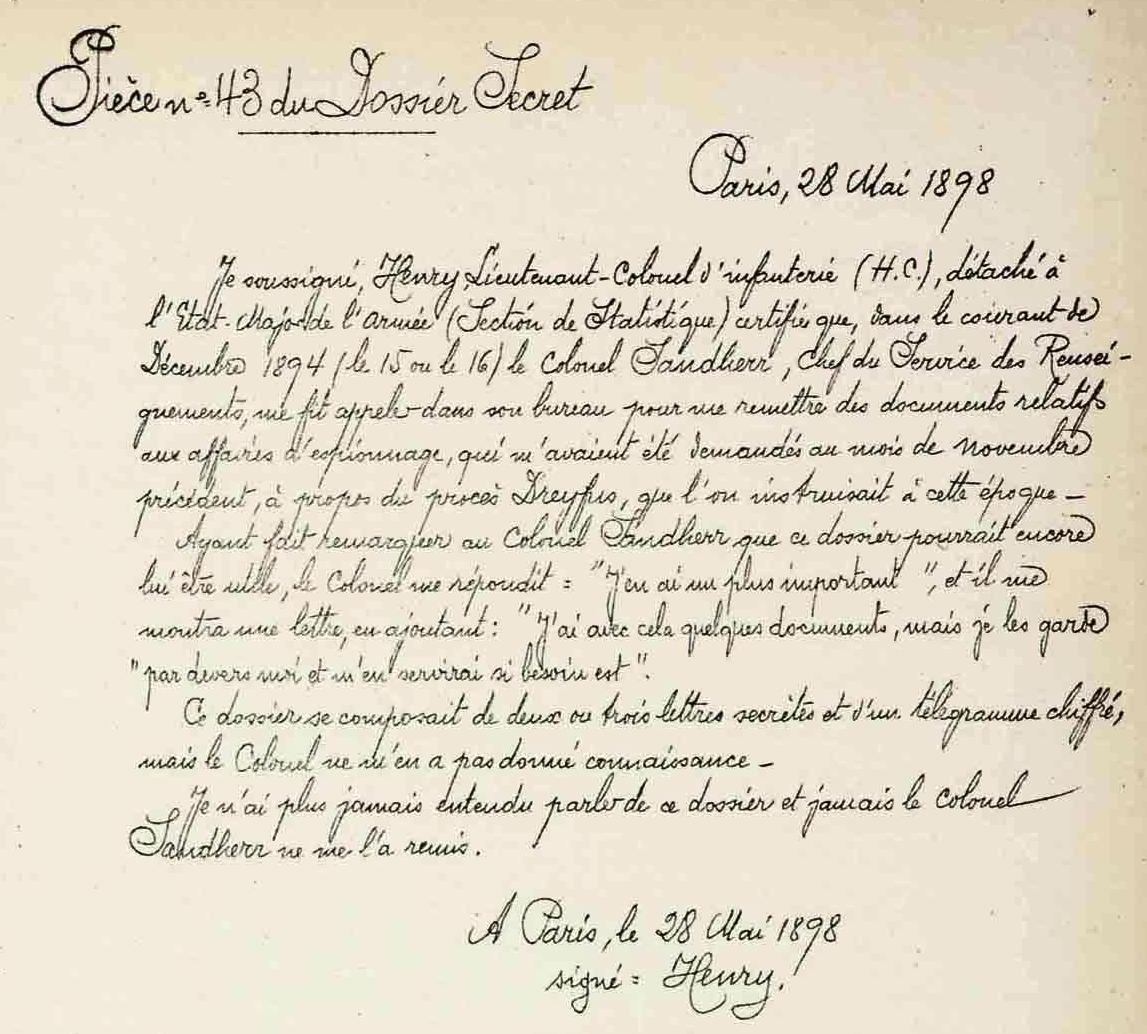

Em apoio a esta tese, uma declaração do coronel Henry no julgamento de Zola, em fevereiro de 1898:
| “ | O coronel Sandherr me fez ver uma carta, me fazendo jurar nunca mencioná-la. Eu jurei. | ” |

Esta afirmação parece confirmada por um certificado de 28 de maio de 1898, do mesmo Henry, constituindo a parte 43 do arquivo secreto do julgamento de Rennes. Em 1904, perante a Corte de Cassação, a testemunha Wattine confirma o conteúdo das declarações do coronel Henry. Vários testemunhos indiretos de Paty de Clam e Boisdeffre sempre confirmariam esta versão. Por fim, Cochefert, chefe da segurança, afirmou no julgamento de Rennes que, segundo Sandherr, outro documento acusava Dreyfus por mencioná-lo pelo nome.
Marcel Thomas e Jean-Denis Bredin eliminam radicalmente essa versão dos fatos, por ser romantizada demais e não baseada em provas. Para eles, a história do caso é mais simples e mais prosaica.

## Qual é a origem do bordereau?
Vários historiadores contestaram os fatos que levaram à Seção de Estatística o bordereau que revelou a traição.
Pode-se lembrar que todas as testemunhas do Serviço de Inteligência Militar afirmaram que o bordereau havia sido trazido ao comandante Henry pela maneira comum: Marie Coudron, madame Bastian, contratada pela embaixada alemã em Paris para limpar os escritórios e confiscar o que encontra nas cestas, de 1889 a 1897 ("Auguste"). O bordereau chegou rasgado e Henry colocou de volta. Então o apresentou a seu líder, coronel Sandherr. A sequência de fatos como os conhecemos se seguiu.
Joseph Reinach contesta resolutamente esta versão. As observações feitas no bordereau mostram que ele está escrito em um papel amassado e rasgado incompletamente. Para Reinach, o bordereau não foi recuperado do lixo da embaixada alemã, mas roubado pelo agente Brücker do porteiro da embaixada. Reinach também afirma uma cumplicidade entre Henry e Esterhazy, com base em sua colaboração quinze anos antes no mesmo escritório. Para o historiador, é impossível que Henry não tenha reconhecido imediatamente a escrita de seu ex-colega. Henry teria rasgado o recibo e feito desaparecer o envelope para que se acreditasse na descoberta do documento na cesta do adido militar da embaixada.
Marcel Thomas, por meio de uma demonstração sólida e documentada, contesta esta versão como baseada em nenhum fato concreto. Jean-Denis Bredin e Vincent Duclert consideram sua tese a mais provável. Para Marcel Thomas, nada indica que o bordereau não tenha sido recuperado por Marie Caudron Bastian. O historiador sublinha a extrema pressão que prevaleceu no início do caso, exercida pelo próprio ministro sobre seus homens. O que explica o fato de que Henry provavelmente não reconheceu naquele momento a escrita do verdadeiro traidor. Portanto, para esses três autores, o bordereau vem da embaixada da Alemanha e os dois oficiais Henry e Esterházy não são cúmplices em 1894. Em 2014, em sua Histoire de l'affaire Dreyfus de 1894 à nos jours (Les Belles Lettres), Philippe Oriol propôs, após uma refutação fundamentada dessas diferentes teses, novos elementos tendentes a reforçar a tese de Marcel Thomas.

## Homofobia e arquivo secreto?

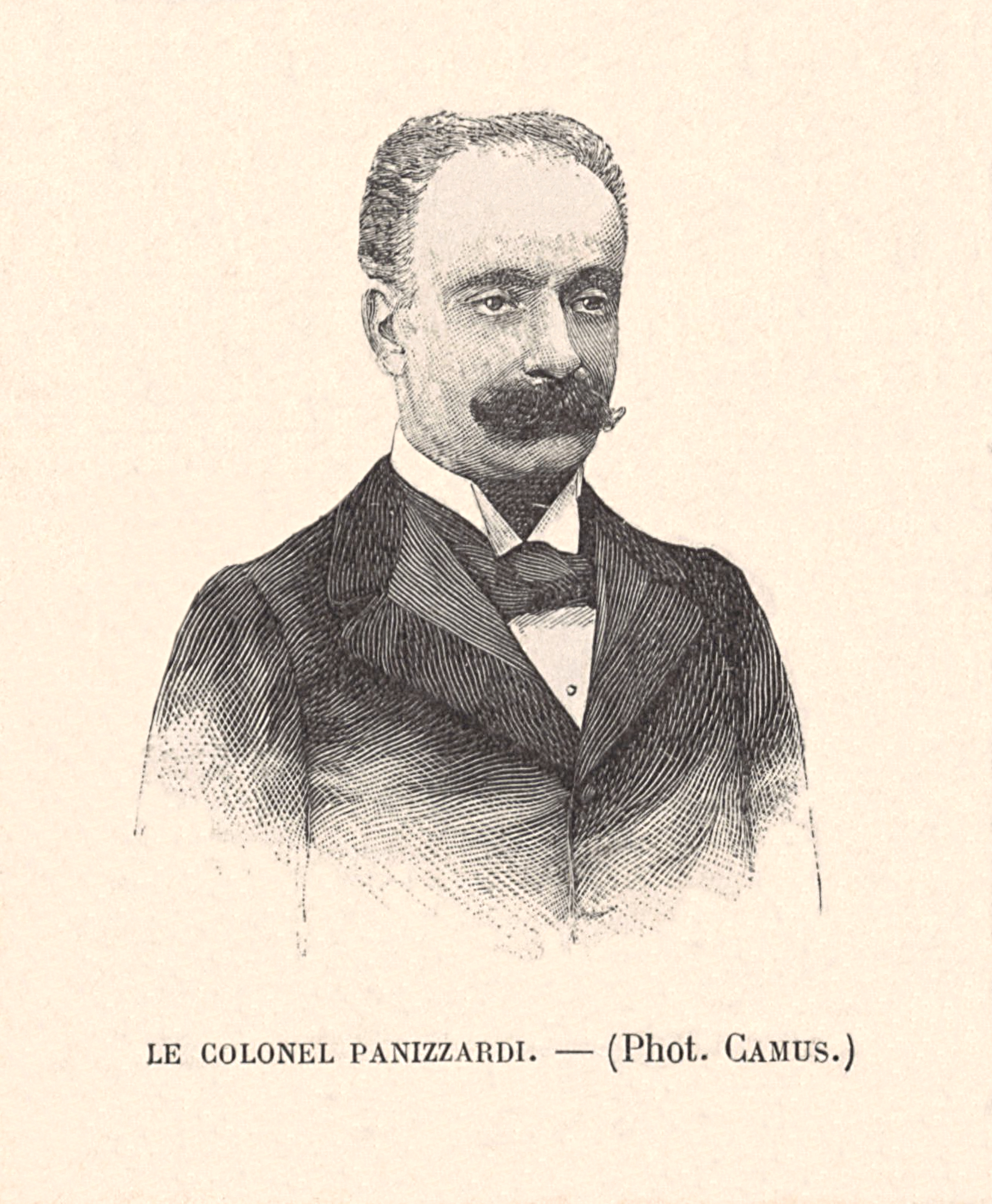
Alessandro Panizzardi, o adido militar italiano.

Em várias obras históricas e um artigo na Revue d'histoire moderne et contemporaine, os autores formam uma hipótese relacionada ao conteúdo do dossiê secreto.
Eles fazem uma tentativa de reconstituir esse famoso arquivo. Deve-se lembrar aqui que o dossiê secreto do caso Dreyfus havia sido transmitido aos juízes sem qualquer debate contraditório com o réu e seu defensor e provavelmente pesou muito no veredicto do primeiro Conselho de Guerra. O conteúdo deste arquivo ainda não é conhecido com certeza, porque durante o caso, ele continuou a experimentar uma inflação de moedas para finalmente contar mais de quatrocentos. As partes iniciais foram assim afogadas. Os militares responsáveis pelo confisco fizeram tudo para embaralhar os trilhos. Mas os autores do artigo, após exame científico dos documentos nos arquivos de Vincennes, descobriram que alguns documentos tinham uma numeração marcada com a caneta vermelha. Essa numeração permite reunir um corpus realista de peças (cerca de dez). Ele contém praticamente todas as cartas citadas pelas testemunhas, incluindo o tenente-coronel Picquart. Mas essa nova lista carece de um documento importante: a letra Davignon, que não está sobrecarregada com a caneta vermelha e, portanto, apresenta um problema.

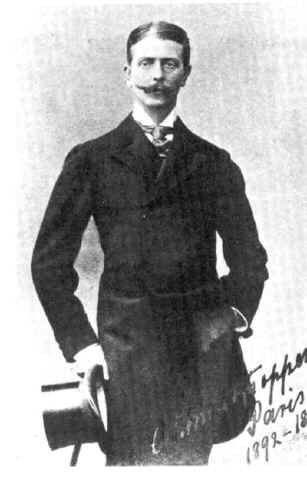
Max von Schwartzkoppen, adido militar alemão no centro do arquivo secreto.

No entanto, se mantivermos essa reconstrução, os autores ficaram impressionados com o uso de correspondência privada de natureza erótica-homossexual entre dois adidos militares estrangeiros, o italiano Panizzardi e o alemão Max von Schwartzkoppen, apresentado aos magistrados. Trata-se de sete peças em cada dez. Alguns documentos dizem nada mais que homossexualidade. A pergunta que pode ser feita então, com base na suposição dos autores do artigo, é: Essa escolha de cartas não foi intencionalmente feita na forma de manipulação dos membros do Conselho de Guerra? O objetivo dessa manobra era despertar o desgosto dos juízes e, assim, ganhar uma certa condenação de Alfred Dreyfus.
Os autores do artigo de fato concluem nessa direção, sem, no entanto, pôr em causa a parte anti-semita, a base desde o início do caso Dreyfus. A hipótese traz várias questões. Em particular, pergunta-se por que o Estado-Maior e o Ministro teriam se envolvido em uma manobra tão arriscada e complicada, sem nenhuma necessidade clara? Além disso, o testemunho do tenente-coronel Picquart e do ex-juiz Freystaeter é, portanto, questionado, enquanto eles são os fundamentos da historiografia do caso Dreyfus sobre esse assunto. Finalmente, esse método de manipulação pode envolver riscos perante magistrados militares de que a gaudriole apenas sorria. De fato, a afirmação mais fraca do artigo diz respeito a essa possível manobra no julgamento de dezembro de 1894, com os autores não apresentando prova de seu peso na sentença de Alfred Dreyfus. Essa hipótese também foi recebida com reservas por Vincent Duclert e Philippe Oriol.
Ainda assim, esse retorno às origens do caso é salutar e mostra que determinadas certezas exibidas pela historiografia oficial merecem um exame minucioso nas próprias fontes dos arquivos.

## A origem do canhão modelo 1897 de 75 mm, causa do caso Dreyfus?

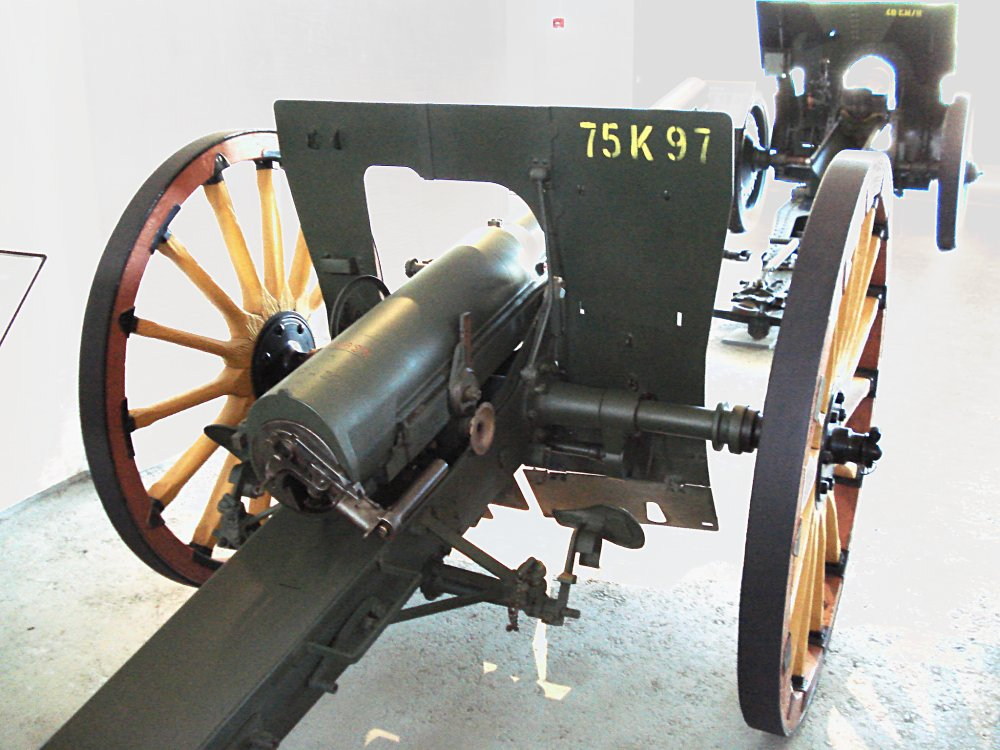
Canhão modelo 1897 de 75 mm

Vários autores, incluindo Jean Doise, explicaram que o caso Dreyfus só faz sentido no que diz respeito ao desenvolvimento do canhão modelo 1897 de 75 mm de freio hidropneumático. Seu desenvolvimento, em grande segredo, anunciou uma arma revolucionária. Até essa descoberta, o tiro de uma peça de artilharia mudava de direção na partida do tiro. Em todos os países do mundo, procuramos limitar esse declínio. Por causa dele, o fogo rápido era impossível. Com este novo canhão de 75, a peça deslizou sobre sua carruagem e se reposicionou em flexibilidade. O fogo rápido tornou-se possível. Outras melhorias também foram produzidas, como o carregamento pela culatra, as conchas embainhadas ou o pó sem fumaça. Foi, portanto, um passo muito importante que precisava permanecer absolutamente em segredo para manter essa vantagem tecnológica.
Para alguns historiadores, esse desenvolvimento, que será concluído apenas três anos após o primeiro julgamento do Dreyfus, é a razão do caso. Os argumentos são:
- A censura feita à Dreyfus em relação à suposta transmissão de informações relacionadas ao canhão 120 Ba modelo 1890 "Baquet" no "Caso Dreyfus" não faz nenhum sentido. Apesar do seu novo freio hidropneumático, era de fato uma arma mal executada que representaria apenas 0,6% da artilharia francesa em 1914 (210 cópias). O fato já havia sido observado pelo comitê de especialistas em artilharia reunido na época da revisão de 1906 pela Corte de Cassação. Por que fazer uma história dessas para uma arma, mesmo aperfeiçoada com um freio hidropneumático?
- Para Doise, era para acreditar nos alemães que os franceses eram fascinados pelos 120C, que eles conheciam as falhas, para envenenar o outro lado com informações falsas enquanto gritavam traição. O general Deloye, que estava supervisionando o desenvolvimento da artilharia francesa na época, estava na origem desse engano, que não era o único. Em suma, Dreyfus foi sacrificado no altar de aperfeiçoamento militar com a finalidade de vingança, sem qualquer escrúpulo pela equipe.
- Consequentemente, o deslize teria sido escrito por Esterhazy, mas em conluio com Sandherr, o chefe da contraespionagem francesa (a "Seção de Estatísticas"). Desafiando esse argumento, a maioria dos historiadores não entende como nem Sandherr nem Henry reconheceram os escritos de Esterhazy quando trabalharam juntos por vários anos. Ao que podemos obviamente responder que Sandherr e Henry fingiram não reconhecer os escritos de Esterhazy para afundar melhor Dreyfus, a atração designada pela intoxicação.

Essa hipótese foi retomada no Le journal intime d'un arbre de Didier Van Cauwelaert, embora Jean Doise não traga nenhuma prova para apoiar sua tese. Em contradição com essa explicação, o julgamento de Rennes, de setembro de 1899, com uma nova convicção, enquanto o novo cânone do modelo 75 foi apresentado oficialmente e à vista do desfile de 14 de julho de 1899 nos Champs-Elysées.

## Hannah Arendt e a Exposição Univeral de 1900
A filósofa Hannah Arendt se recusa a acreditar na força, profundidade e sinceridade do crescente movimento de indignação dos Dreyfusards na França. Ela alega que foi a organização da Exposição Universal de 1900 em Paris que teve um papel decisivo na solução do caso Dreyfus. É a iminência deste evento com imensas repercussões internacionais e porque alguns países, revoltados com essa flagrante injustiça que se enfureceu na França, ameaçaram boicotar a exposição universal de que as autoridades se resignavam a terminar com esse caso. Não seriam esses chamados valores morais fundadores da política francesa contemporânea e da ideologia republicana que trariam justiça, mas imperativos econômico-diplomáticos.
| “ | "Foi no último ato que parecia que o drama dreyfusiano era na verdade uma comédia. O "deus ex machina", que reescreveu a unidade quebrada da França, converteu o parlamento em revisão e depois reconciliou os partidos hostis, da extrema direita aos socialistas, não é outro senão a Exposição Universal de 1900. não poderia ter os editoriais diários de Clemenceau, a retórica de Zola, os discursos de Jaurès ou o ódio popular ao clero e à aristocracia, ou seja, a reversão do Parlamento ao problema de a revisão foi o medo do boicote que a realizou. O mesmo Parlamento, que há um ano havia rejeitado a revisão por unanimidade, desta vez recusou, por maioria de dois terços, a confiança de um governo anti-Dreyfusard. Em junho de 1899, o governo de Waldeck-Rousseau foi formado. O presidente Loubet entristeceu Dreyfus e liquidou o caso todo. A exposição abriu sob os mais brilhantes auspícios comerciais; seguiu-se uma confraternização geral. " | ” |
|   | — Hannah Arendt, As origens do totalitarismo - anti-semitismo, 1973. |   |

É interessante ver como a República se lembrou e glorificou corretamente esse episódio de sua história e lembrou-o como um evento fundador no qual a sociedade que toma consciência de si mesma conhece no mesmo movimento emancipatório, dando origem a justiça e liberdade do mal. Hannah Arendt tenta provar o contrário e considera que o caso Dreyfus como "o fundamento da identidade política republicana francesa" estaria mais próximo da fábula do que da realidade stricto sensu. Essa opinião não é compartilhada pelos historiadores.

## Hipótese Paleológica
Durante o período, Maurice Paléologue é um líder do Quai d'Orsay. No "Journal de l'Affaire Dreyfus", ele escreve em 3 de janeiro de 1899, que seria apropriado: "vincular o ato de traição que motivou a condenação de Dreyfus a uma série de fatos semelhantes que começaram a ocorrer em 1886 e continuaram até 1896". Para ele, Dreyfus sendo inocente, haveria três culpados: Esterhazy, Maurice Weil e, finalmente, "um oficial de alto escalão".